# جبل صفراء الشبيكة
جبل صفراء الشبيكة هو أحد الجبال المشهورة وهو عبارة عن كتلة نارية انجرفت الصخور البازلتية والمقذوفات البركانية التي كانت تغطيها جراء سيول العصر الجليدي ويقع غرب هضبة الديرع ضمن سلاسل جبال رمان الأسمر ، في منطقة الثنية إلى الشمال من شبيكة رمان جنوب المبعوثة بنحو 57 كم جنوب مدينة حائل